# Igreja São Geraldo
A Igreja São Geraldo, também chamada de Capela São Geraldo,  é uma igreja católica brasileira, situada no Paranoá, no Distrito Federal. Construída em 1957, foi a única igreja do Paranoá por três décadas. Em 1993, tornou-se patrimônio histórico e cultural, conforme decreto do governo distrital. Conta com 198,45m².

## Histórico
A igreja foi erguida pelos fundadores da região, sendo a segunda igreja mais antiga do Distrito Federal. De acordo com o governo do DF, o edifício é um "marco histórico e testemunho da fase pioneira da construção de Brasília."
Em 2003, a igreja foi demolida, sendo reerguida em 2014, ao custo de R$ 306 mil. No entanto, nos anos imediatamente seguintes o local abrigou apenas quatro eventos: três missas e um casamento.
Em 2017, com o edifício sendo alvo de vandalismo, os moradores da região buscaram revitalizá-lo. O antigo sino de bronze colocado na igreja desapareceu, assim como imagens de santos; a cruz incluída na parte interna do edifício era o único símbolo religioso que se manteve hígido ao longo dos anos.